# الای، نیگد
الای، نیگد (به لاتین: Alay, Niğde) یک منطقهٔ مسکونی در ترکیه است که در استان نیغده واقع شده‌است.

## خصوصیات
الای ۳٬۶۴۷ نفر جمعیت دارد و ۱٬۳۰۵ متر بالاتر از سطح دریا واقع شده‌است.